# Élections législatives de 1997 dans les Pyrénées-Atlantiques
Les élections législatives françaises de 1997 se déroulent les 25 mai et 1er juin 1997. Dans le département des Pyrénées-Atlantiques, six députés sont à élire dans le cadre de six circonscriptions.

## Élus
| Circonscription | Député sortant                                | Parti | Parti | Député élu ou réélu      | Parti | Parti    |
| --------------- | --------------------------------------------- | ----- | ----- | ------------------------ | ----- | -------- |
| 1re             | Jean Gougy                                    |       | RPR   | Martine Lignières-Cassou |       | PS       |
| 2e              | Pierre Laguilhon suppléant de François Bayrou |       | RPR   | François Bayrou          |       | UDF (FD) |
| 3e              | André Labarrère                               |       | PS    | André Labarrère          |       | PS       |
| 4e              | Michel Inchauspé                              |       | RPR   | Michel Inchauspé         |       | RPR      |
| 5e              | Jean Grenet suppléant de Alain Lamassoure     |       | RPR   | Nicole Péry              |       | PS       |
| 6e              | Michèle Alliot-Marie                          |       | RPR   | Michèle Alliot-Marie     |       | RPR      |

## Résultats

### Résultats à l'échelle du département
| Parti          | Parti                                     | Premier tour | Premier tour | Second tour | Second tour | Sièges |
| Parti          | Parti                                     | Voix         | %            | Voix        | %           | Sièges |
| -------------- | ----------------------------------------- | ------------ | ------------ | ----------- | ----------- | ------ |
|                | Parti socialiste                          | 88 176       | 31,67        | 149 935     | 50,62       | 3      |
|                | Parti communiste français                 | 20 292       | 7,29         |             |             | 0      |
|                | Les Verts                                 | 7 169        | 2,58         | 0           |             |        |
|                | Mouvement des citoyens dont Divers gauche | 4 877        | 1,75         | 0           |             |        |
|                | Gauche plurielle                          | 120 514      | 43,29        | 149 935     | 50,62       | 3      |
|                |                                           |              |              |             |             |        |
|                | Rassemblement pour la République          | 69 083       | 24,82        | 98 517      | 33,26       | 2      |
|                | Union pour la démocratie française        | 34 021       | 12,22        | 47 725      | 16,11       | 1      |
|                | La Droite indépendante                    | 7 768        | 2,79         |             |             | 0      |
|                | Droite parlementaire                      | 110 872      | 39,83        | 146 242     | 49,38       | 3      |
|                |                                           |              |              |             |             |        |
|                | Front national                            | 25 587       | 9,19         |             |             | 0      |
|                | Divers                                    | 7 803        | 2,80         | 0           |             |        |
|                | Divers écologiste dont LT-LNÉ, MÉI et GÉ  | 5 919        | 2,13         | 0           |             |        |
|                | Régionaliste                              | 5 537        | 1,99         | 0           |             |        |
|                | Extrême gauche dont PT et SÉGA            | 2 151        | 0,77         | 0           |             |        |
|                |                                           |              |              |             |             |        |
| Inscrits       | Inscrits                                  | 429 756      | 100,00       | 429 741     | 100,00      | 6      |
| Abstentions    | Abstentions                               | 135 095      | 31,44        | 114 610     | 26,67       |        |
| Votants        | Votants                                   | 294 661      | 68,56        | 315 131     | 73,33       |        |
| Blancs et nuls | Blancs et nuls                            | 16 278       | 5,52         | 18 954      | 6,01        |        |
| Exprimés       | Exprimés                                  | 278 383      | 94,48        | 296 177     | 93,99       |        |

### Résultats par circonscription

#### Première circonscription (Pau-Centre)
| Candidat       | Candidat                      | Parti          | Premier tour | Premier tour | Second tour | Second tour |  |
| Candidat       | Candidat                      | Parti          | Voix         | %            | Voix        | %           |  |
| -------------- | ----------------------------- | -------------- | ------------ | ------------ | ----------- | ----------- |  |
|                | Martine Lignières-Cassou élue | PS             | 13 491       | 33,71        | 22 785      | 52,91       |  |
|                | Jean Gougy sortant            | RPR            | 13 285       | 33,2         | 20 281      | 47,09       |  |
|                | Jacques Henriot               | FN             | 4 670        | 11,67        |             |             |  |
|                | Hélène Lérou-Pourqué          | PCF            | 2 578        | 6,44         |             |             |  |
|                | Marie-Elisabeth Belaubre      | Les Verts      | 1 403        | 3,51         |             |             |  |
|                | Jean-Rémy Delyfer             | LDI (MPF)      | 1 287        | 3,22         |             |             |  |
|                | Frédéric Pic                  | Divers         | 901          | 2,25         |             |             |  |
|                | Isabelle Ufferte              | Extrême gauche | 704          | 1,76         |             |             |  |
|                | Jean-Marc Bornet              | US4J           | 667          | 1,67         |             |             |  |
|                | Jacques Mauhourat             | MÉI            | 596          | 1,49         |             |             |  |
|                | Guy-Louis Dumont              | MDC            | 434          | 1,08         |             |             |  |
|                |                               |                |              |              |             |             |  |
| Inscrits       | Inscrits                      | Inscrits       | 62 704       | 100,00       | 62 736      | 100,00      |  |
| Abstentions    | Abstentions                   | Abstentions    | 20 612       | 32,87        | 17 131      | 27,31       |  |
| Votants        | Votants                       | Votants        | 42 092       | 67,13        | 45 605      | 72,69       |  |
| Blancs et nuls | Blancs et nuls                | Blancs et nuls | 2 076        | 4,93         | 2 539       | 5,57        |  |
| Exprimés       | Exprimés                      | Exprimés       | 40 016       | 95,07        | 43 066      | 94,43       |  |

#### Deuxième circonscription (Pau-Est)
| Candidat       | Candidat               | Parti          | Premier tour | Premier tour | Second tour | Second tour |  |
| Candidat       | Candidat               | Parti          | Voix         | %            | Voix        | %           |  |
| -------------- | ---------------------- | -------------- | ------------ | ------------ | ----------- | ----------- |  |
|                | François Bayrou élu    | UDF (FD)       | 17 367       | 39,64        | 23 845      | 50,93       |  |
|                | Georges Labazée        | PS             | 14 321       | 32,69        | 22 978      | 49,07       |  |
|                | Jean-Henri Fourcade    | FN             | 4 656        | 10,63        |             |             |  |
|                | Guy Carassus           | PCF            | 2 906        | 6,63         |             |             |  |
|                | Nicole Juyoux-Pavillon | Les Verts      | 2 290        | 5,23         |             |             |  |
|                | Georgette Boisson      | LDI (MPF)      | 1 203        | 2,75         |             |             |  |
|                | Yves-Luc Boullis       | MÉI            | 1 072        | 2,45         |             |             |  |
|                |                        |                |              |              |             |             |  |
| Inscrits       | Inscrits               | Inscrits       | 64 685       | 100,00       | 64 672      | 100,00      |  |
| Abstentions    | Abstentions            | Abstentions    | 18 303       | 28,3         | 15 010      | 23,21       |  |
| Votants        | Votants                | Votants        | 46 382       | 71,7         | 49 662      | 76,79       |  |
| Blancs et nuls | Blancs et nuls         | Blancs et nuls | 2 567        | 5,53         | 2 839       | 5,72        |  |
| Exprimés       | Exprimés               | Exprimés       | 43 815       | 94,47        | 46 823      | 94,28       |  |

#### Troisième circonscription (Orthez)
| Candidat       | Candidat                      | Parti          | Premier tour | Premier tour | Second tour | Second tour |  |
| Candidat       | Candidat                      | Parti          | Voix         | %            | Voix        | %           |  |
| -------------- | ----------------------------- | -------------- | ------------ | ------------ | ----------- | ----------- |  |
|                | André Labarrère sortant réélu | PS             | 21 760       | 42,87        | 31 405      | 59,25       |  |
|                | Lucien Basse-Cathalinat       | RPR            | 15 093       | 29,74        | 21 596      | 40,75       |  |
|                | Alexis Arette-Hourquet        | FN             | 4 835        | 9,53         |             |             |  |
|                | Marcelle Estoueigt            | PCF            | 3 656        | 7,2          |             |             |  |
|                | Marcel Mignot                 | LDI (MPF)      | 1 146        | 2,26         |             |             |  |
|                | Jean-Michel de Praoyart       | Divers         | 1 142        | 2,25         |             |             |  |
|                | Philippe Dubois               | Divers gauche  | 1 088        | 2,14         |             |             |  |
|                | Marie-Pierre Mauhourat        | MÉI            | 1 053        | 2,07         |             |             |  |
|                | Thérèse Ribette               | US4J           | 983          | 1,94         |             |             |  |
|                |                               |                |              |              |             |             |  |
| Inscrits       | Inscrits                      | Inscrits       | 74 291       | 100,00       | 74 283      | 100,00      |  |
| Abstentions    | Abstentions                   | Abstentions    | 20 620       | 27,76        | 17 808      | 23,97       |  |
| Votants        | Votants                       | Votants        | 53 671       | 72,24        | 56 475      | 76,03       |  |
| Blancs et nuls | Blancs et nuls                | Blancs et nuls | 2 915        | 5,43         | 3 474       | 6,15        |  |
| Exprimés       | Exprimés                      | Exprimés       | 50 756       | 94,57        | 53 001      | 93,85       |  |

#### Quatrième circonscription (Oloron-Sainte-Marie)
| Candidat                                                                | Candidat                       | Parti              | Premier tour | Premier tour | Second tour | Second tour |  |
| Candidat                                                                | Candidat                       | Parti              | Voix         | %            | Voix        | %           |  |
| ----------------------------------------------------------------------- | ------------------------------ | ------------------ | ------------ | ------------ | ----------- | ----------- |  |
|                                                                         | Michel Inchauspé sortant réélu | RPR                | 21 709       | 42,35        | 28 457      | 52,63       |  |
|                                                                         | François Maitia                | PS                 | 13 885       | 27,09        | 25 615      | 47,37       |  |
|                                                                         | Jean-Louis Demay               | PCF                | 4 544        | 8,87         |             |             |  |
|                                                                         | Jean Goyhenetche               | Régionaliste (EHB) | 3 410        | 6,65         |             |             |  |
|                                                                         | Thierry Labaquère dit Barocq   | FN                 | 3 231        | 6,3          |             |             |  |
|                                                                         | Bernard Moureu                 | Les Verts          | 1 251        | 2,44         |             |             |  |
|                                                                         | Michel Esquerre                | LDI (MPF)          | 1 250        | 2,44         |             |             |  |
|                                                                         | Laurent Perrier                | GÉ                 | 883          | 1,72         |             |             |  |
|                                                                         | Arlette Patie                  | LT-LNÉ             | 549          | 1,07         |             |             |  |
|                                                                         | Dominique Peillen              | Divers             | 543          | 1,06         |             |             |  |
|                                                                         |                                |                    |              |              |             |             |  |
| Inscrits                                                                | Inscrits                       | Inscrits           | 78 197       | 100,00       | 78 186      | 100,00      |  |
| Abstentions                                                             | Abstentions                    | Abstentions        | 23 476       | 30,02        | 20 236      | 25,88       |  |
| Votants                                                                 | Votants                        | Votants            | 54 721       | 69,98        | 57 950      | 74,12       |  |
| Blancs et nuls                                                          | Blancs et nuls                 | Blancs et nuls     | 3 466        | 6,33         | 3 878       | 6,69        |  |
| Exprimés                                                                | Exprimés                       | Exprimés           | 51 255       | 93,67        | 54 072      | 93,31       |  |
| Source : https://www.assemblee-nationale.fr/elections/circ97-2/461.html |                                |                    |              |              |             |             |  |

#### Cinquième circonscription (Bayonne)
| Candidat       | Candidat                 | Parti          | Premier tour | Premier tour | Second tour | Second tour |  |
| Candidat       | Candidat                 | Parti          | Voix         | %            | Voix        | %           |  |
| -------------- | ------------------------ | -------------- | ------------ | ------------ | ----------- | ----------- |  |
|                | Alain Lamassoure sortant | UDF (PR)       | 16 654       | 37,15        | 23 880      | 49,27       |  |
|                | Nicole Péry élue         | PS             | 12 941       | 28,87        | 24 583      | 50,73       |  |
|                | Henri Rupert             | FN             | 4 034        | 9            |             |             |  |
|                | Maurice Garcia           | PCF            | 3 698        | 8,25         |             |             |  |
|                | Joseph Lissar            | Les Verts      | 2 225        | 4,96         |             |             |  |
|                | Jacques Cherquefosse     | Divers         | 1 189        | 2,65         |             |             |  |
|                | Serge Linval             | LDI (MPF)      | 1 023        | 2,28         |             |             |  |
|                | Jean Pagola              | Divers         | 877          | 1,96         |             |             |  |
|                | Jean-Claude Paul-Dejean  | MDC            | 738          | 1,65         |             |             |  |
|                | Alain Da Silva           | SÉGA           | 502          | 1,12         |             |             |  |
|                | Claude Rousset           | Extrême gauche | 474          | 1,06         |             |             |  |
|                | Luc Lestrade             | PT             | 471          | 1,05         |             |             |  |
|                |                          |                |              |              |             |             |  |
| Inscrits       | Inscrits                 | Inscrits       | 72 075       | 100,00       | 72 062      | 100,00      |  |
| Abstentions    | Abstentions              | Abstentions    | 24 786       | 34,39        | 20 891      | 28,99       |  |
| Votants        | Votants                  | Votants        | 47 289       | 65,61        | 51 171      | 71,01       |  |
| Blancs et nuls | Blancs et nuls           | Blancs et nuls | 2 463        | 5,21         | 2 708       | 5,29        |  |
| Exprimés       | Exprimés                 | Exprimés       | 44 826       | 94,79        | 48 463      | 94,71       |  |

#### Sixième circonscription (Biarritz)
| Candidat       | Candidat                             | Parti          | Premier tour | Premier tour | Second tour | Second tour |  |
| Candidat       | Candidat                             | Parti          | Voix         | %            | Voix        | %           |  |
| -------------- | ------------------------------------ | -------------- | ------------ | ------------ | ----------- | ----------- |  |
|                | Michèle Alliot-Marie sortante réélue | RPR            | 18 996       | 39,81        | 28 183      | 55,53       |  |
|                | Raphaël Lassallette                  | PS             | 11 778       | 24,68        | 22 569      | 44,47       |  |
|                | Helyett Ginoux                       | FN             | 4 161        | 8,72         |             |             |  |
|                | Richard Irazusta                     | Divers         | 3 151        | 6,6          |             |             |  |
|                | Anne-Marie Boudon                    | PCF            | 2 910        | 6,1          |             |             |  |
|                | Claire Noblia                        | Régionaliste   | 2 127        | 4,46         |             |             |  |
|                | Yves Desplat                         | LDI (MPF)      | 1 859        | 3,9          |             |             |  |
|                | Bernard Alaman                       | MÉI            | 1 766        | 3,7          |             |             |  |
|                | Hervé Sarda                          | MDC            | 967          | 2,03         |             |             |  |
|                |                                      |                |              |              |             |             |  |
| Inscrits       | Inscrits                             | Inscrits       | 77 804       | 100,00       | 77 802      | 100,00      |  |
| Abstentions    | Abstentions                          | Abstentions    | 27 298       | 35,09        | 23 534      | 30,25       |  |
| Votants        | Votants                              | Votants        | 50 506       | 64,91        | 54 268      | 69,75       |  |
| Blancs et nuls | Blancs et nuls                       | Blancs et nuls | 2 791        | 5,53         | 3 516       | 6,48        |  |
| Exprimés       | Exprimés                             | Exprimés       | 47 715       | 94,47        | 50 752      | 93,52       |  |